# PrEP

## PrEP-behandling: Forebyggelse mod hiv[1]
PrEP er en forkortelse for Pre-Exposure Prophylaxis og er en medicinsk behandling, der anvendes til at forebygge hiv. Behandlingen er målrettet hiv-negative personer, som ønsker at reducere risikoen for hiv-smitte markant. PrEP er særligt relevant for personer i højrisikogrupper, herunder mænd, der har sex med mænd (MSM), samt personer med skiftende partnere eller partnere med kendt hiv-infektion.

## Behandlingsforløb[3]

### Inden behandlingsstart
For at starte på PrEP-behandling skal man først gennemgå en række undersøgelser og samtaler med sundhedspersonale. Dette inkluderer:
- Test for seksuelt overførte infektioner (klamydia, gonorré, syfilis) via podeprøver fra svælg, endetarm og urin.
- Blodprøver for at teste for hiv, leverbetændelse og andre relevante sygdomme.
- En samtale med en læge for at vurdere, om kriterierne for behandling opfyldes.

Det er vigtigt, at man praktiserer sikker sex i de fire uger op til blodprøvetagningen.

### Opstart af behandling
Når alle testresultater er vurderet, og kriterierne for behandling er opfyldt, kan behandlingen påbegyndes. Den medicin, der anvendes til PrEP, er en kombinationstablet bestående af Emtricitabine/Tenofovir, som skal tages én gang dagligt, helst på samme tidspunkt og gerne i forbindelse med et måltid.
Hvis en dosis glemmes, kan den tages inden for 12 timer.

## Effekt og begrænsninger[4]
PrEP-behandlingen er yderst effektiv til at forebygge hiv-smitte, men beskytter ikke mod andre seksuelt overførte sygdomme (fx klamydia og gonorré). Derfor anbefales det at kombinere PrEP med brug af kondom.

## Kontrol og opfølgning
Når behandlingen er påbegyndt, skal patienten:
- Have taget blodprøver efter fire uger for at sikre, at der ikke er bivirkninger.
- Deltage i løbende kontrol hver tredje måned for at overvåge eventuelle bivirkninger, teste for seksuelt overførte sygdomme og vurdere, om behandlingen stadig er nødvendig.

Ved hvert kontrolbesøg udleveres medicin til de næste tre måneder.

## Bivirkninger
PrEP kan medføre milde bivirkninger i starten, herunder:
- Kvalme, opkastning, diarré
- Hovedpine, svimmelhed
- Kraftesløshed og hududslæt
- I sjældne tilfælde påvirkning af nyrerne

Bivirkningerne forsvinder oftest inden for den første måned. Ved vedvarende symptomer bør lægen kontaktes.

## Risikoadfærd blandt MSM
En række undersøgelser viser en stigende tendens til risikabel seksuel adfærd blandt mænd, der har sex med mænd. Ifølge en rapport fra AIDS-Fondet dyrker 74% af MSM ubeskyttet analsex med skiftende partnere i 2024, en stigning fra 69% i 2009.
Dette sker på trods af øget adgang til PrEP og oplysningskampagner. Lavt kendskab til PrEP-behandling er fortsat en barriere, især uden for større byer. Der er et klart behov for fornyet fokus på oplysning og forebyggelse blandt MSM, herunder særligt de yngre aldersgrupper, som ofte er mere udsatte.

## Betydning af PrEP i forebyggelsen
PrEP er en af de mest effektive metoder til at reducere risikoen for hiv-smitte. Behandlingen, kombineret med oplysning om sikker sex og adgang til test og rådgivning, spiller en vigtig rolle i at bremse spredningen af hiv.
Videre forskning og indsats er nødvendig for at gøre PrEP mere tilgængelig og kendt, især blandt sårbare grupper som MSM, hvor stigningen i risikoadfærd gør behovet for forebyggelse akut.